# سارة البكري
سارة البكري (ولدت في 2 يوليو 1987 بالدار البيضاء، المغرب) سباحة مغربية. انطلق مسارها في نادي الوداد الرياضي لتنتقل للممارسة في فرنسا ضمن نادي راسينغ كلوب أراس للسباحة (Racing club Arras Natation). تعتبر من خيرة السباحات على المستويين العربي والأفريقي.

## سيرتها الرياضية
- انطلقت مسيرتها الرياضية بنادي الوداد الرياضي بتأطير من المدرب محمد الراشدي. انتقلت للممارسة في صفوف نادي الرجاء الرياضي في سن الثانية عشرة.
- بعد نيلها شهادة الباكالوريا، انتقلت ل ليون بفرنسا بغرض اتمام دراستها الجامعية في الهندسة واستمرت في ممارسة السباحة في اطار احترافي حيث شاركت في بطولات فرنسية وأوروبية.
- سنة 2010 تألقت في بطولة أفريقيا للسباحة بالدار البيضاء بظفرها بميداليتين ذهبيتين. في السنة الموالية استمرت في خطها التصاعدي بعد فوزها بخمس ذهبيات خلال دورة 2011 للألعاب العربية بالدوحة، مما بوأها مكانة أحسن رياضية عربية لنفس السنة.
- تم اختيارها لسنتين متتاليتين (2010 و 2011) كأحسن رياضية في المغرب خلال الاستفتاء السنوي الذي تنظمه وكالة المغرب العربي للأنباء.
- شاركت في أولمبياد بيجين 2008 ولندن 2012.
- بالموازاة مع مسيرتها الرياضية، تزاول سارة البكري مهنة خبيرة في النظم المعلوماتية في «ام سي دوزي»، إحدى شركات الخبرة الفرنسية.

## انجازاتها

### بطولة أفريقيا للسباحة
- بطولة أفريقيا للسباحة 2006 بدكار (السنغال)
  -  ميدالية برونزية في سباق 100 متر فردي على الصدر.
  -  ميدالية برونزية في سباق 50 متر فردي على الصدر.
  -  ميدالية فضية في سباق 200 متر فردي على الصدر.
- بطولة أفريقيا للسباحة 2010 بالدار البيضاء (المغرب)
  -  ميدالية ذهبية في سباق 100 متر فردي على الصدر.
  -  ميدالية ذهبية في سباق 50 متر فردي على الصدر.
  -  ميدالية فضية في سباق 200 متر فردي على الصدر.
  -  ميدالية فضية في سباق 4x100 متر حرة للفرق.
  -  ميدالية فضية في سباق 50 متر فردي حرة.
  -  ميدالية برونزية في سباق 100 متر حرة.

### الألعاب العربية
- الألعاب العربية 2007 بالقاهرة (مصر):
  -  ميدالية ذهبية في سباق 100 متر فردي على الصدر.
  -  ميدالية ذهبية في سباق 200 متر فردي على الصدر.
- الألعاب العربية 2011 بالدوحة (قطر):
  -  ميدالية ذهبية في سباق 50 متر فردي على الصدر.
  -  ميدالية ذهبية في سباق 100 متر فردي على الصدر.
  -  ميدالية ذهبية في سباق 200 متر فردي على الصدر.
  -  ميدالية ذهبية في سباق 200 متر فردي فراشة.
  -  ميدالية ذهبية في سباق 400 متر فردي أربع سباحات.
  -  ميدالية فضية في سباق 200 متر فردي حرة.
  -  ميدالية فضية في سباق 400 متر فردي حرة.
  -  ميدالية فضية في سباق 800 متر فردي حرة.
  -  ميدالية فضية في سباق 400 متر أربع سباحات.

## الأرقام القياسية (سباحة في حوض كبير)
أرقام قياسية مغربية
- 50 متر فردي حرة 27.35 (2011)
- 100 متر فردي حرة 58.30 (2010)
- 200 متر فردي حرة 2:03.10 (2011)
- 400 متر فردي حرة 4:17.55 (2011)
- 800 متر فردي حرة 8:49.57 (2012)
- 1500 متر فردي حرة 17:04.85 (2012)
- 50 متر فردي على الصدر 31.54 (2009)
- 100 متر فردي على الصدر 1:08.23 (2009)
- 200 متر فردي على الصدر 2:26.16 (2011)
- 50 متر فردي فراشة 28.96 (2012)
- 200 متر فردي فراشة 2:16.21 (2011)
- 200 متر فردي أربع سباحات 2:17.24 (2011)
- 400 متر فردي أربع سباحات 4:48.04 (2011)
- 4x100 متر حرة للفرق 4:02.77 (2011)
- 4x200 متر حرة للفرق 8:43.40 (2010)
- 4x100 متر أربع سباحات للفرق 4:02.77 (2011)

## روابط خارجية
- سارة البكري على موقع الاتحاد الدولي للسباحة (الإنجليزية)
- سارة البكري على موقع SwimRankings.net (الإنجليزية)
- سارة البكري على موقع اللجنة الأولمبية الدولية (الإنجليزية)
- سارة البكري على موقع أوليمبيديا (الإنجليزية)
- سارة البكري على موقع اللجنة الأولمبية المغربية (الفرنسية)